# أنواع الطرق
توجد العديد من أنواع الطرق في جميع أنحاء العالم، وكلها طرق يمكن استخدامها بواسطة حركة مرور آلية. الطرق ليست متاحة دائمًا للاستخدام من قبل الجمهور العام، على الرغم من أن الطرق متاحة للاستخدام العام بشكل عام، في بعض الحالات، قد يتم فرض رسوم على استخدامها. "(الطريق السريع)، مخصص للطرق عالية السعة، في أوروبا هناك فرق بين الطرق عالية السرعة والطرق ذات الاتجاهين. يمكن تصنيف الطرق أيضًا على أساس المواد المستخدمة في بنائها.

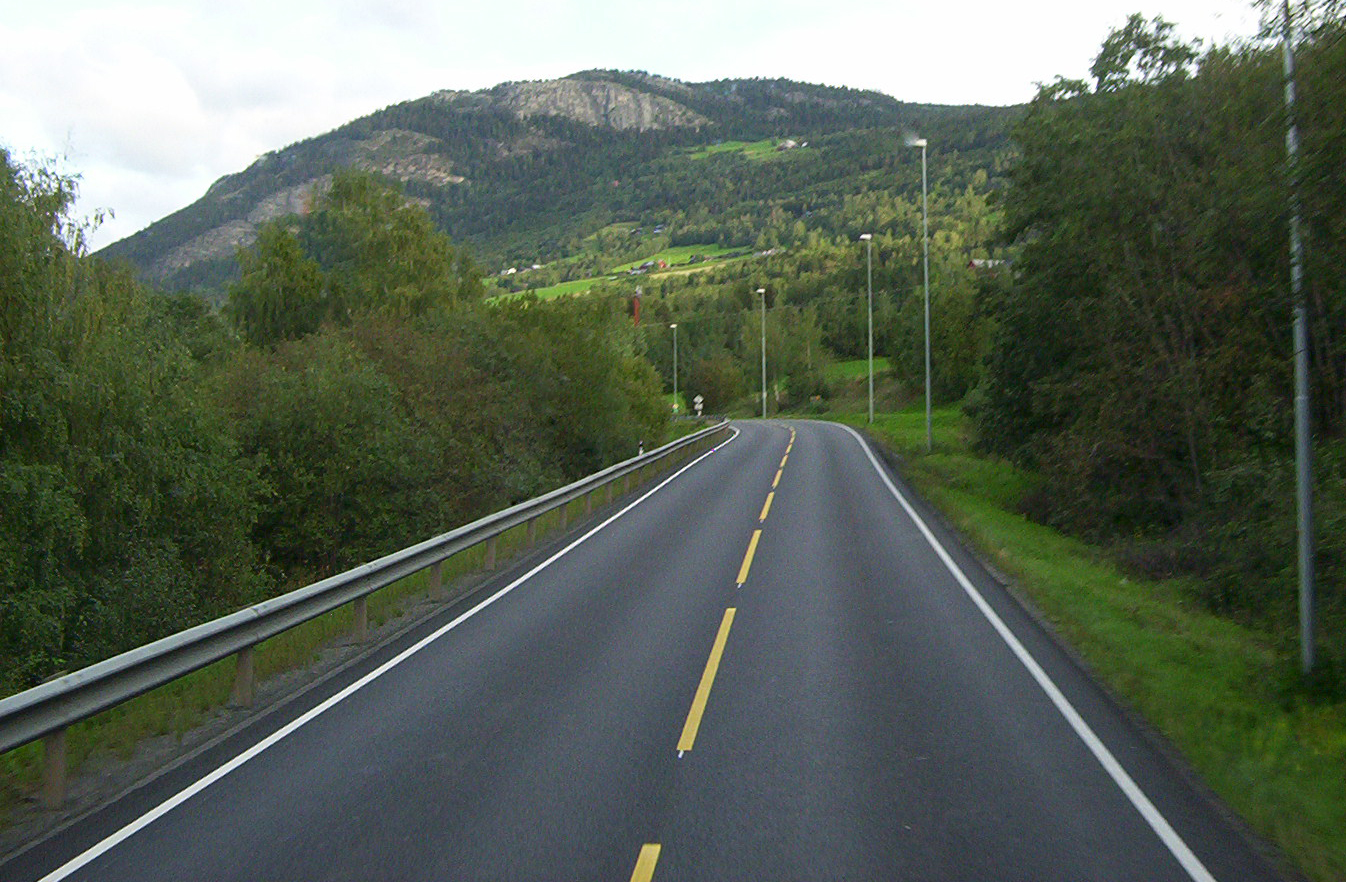
طريق الأسفلت، في مكان ما في النرويج

الطريق هو معبر، نهج، أو مسلك على الأرض بين اثنين من الأماكن التي تم تسطيحها أو حُسنت للسماح بالسفر مشيا على الأقدام أ وخلاف ذلك من أشكال وسائل نقل، بما في ذلك المركبة ذات المحرك، العربة، الدراجة، أو الحصان. تم تكييف الطرق مع مجموعة كبيرة من الهياكل والأنواع من أجل تحقيق هدف مشترك من النقل في ظل مجموعة واسعة من الظروف. الغرض المحدد، وسيلة النقل، وموقع الطريق يحددان الخصائص التي يجب أن يتمتع بها من أجل زيادة فائدته. فيما يلي مخطط تصنيف واحد.
وهو أيضا شريط أرضي به مسارات معدة لحركة السيارات وغيرها من مركبات تتحرك على عجلات

## تصنيفات الطرق
توجد كثير من التصنيفات والمسميات والمواصفات للطرق لكن اهمها:

### التصنيف على اساس موقع الطريق
- الطرق ما بين المناطق الحضرية
- الطرق ما بين المناطق الحضرية بالمناطق الريفية.
- الطرق التي تخترق المدن وتسمى الشوارع.
- الطرق ذات أهمية حيوية للأغراض الاقتصادية، أو النفعية والترفيهية.
- الطرق الجبلية
- طرق الانفاق والجسور

### التصنيف على اساس الاشراف والتخطيط والتصميم
تنقسم إلى أربعة أنواع رئيسية وقد تختلف من دولة إلى أخرى
- الطرق السريعة.
- الطرق الرئيسية
- شوارع التجميع
- الشوارع المحلية

### التصنيف على اساس نوع المواد المستخدمة لإنشاء الطريق
هناك العديد من أنواع الرصف على أساس المواد. على سبيل المثال، تحتوي قاعدة بيانات LTPP على أكثر من ثلاثين نوعًا. ولكن هنا تصنيف تقريبي أو عام:
- الطريق الترابي
- الطريق المبلط بالإسفلت
- الطريق المبلط بالقطع (بلاطات)

## التصنيف الياباني للطرق

### الطريق اليابانية والقانون
تتم إدارة الطرق اليابانية، باستثناء الطرق الخاصة، مباشرةً من قبل الحكومة الوطنية والمؤسسات العامة المحلية، وما إلى ذلك أثناء الحصول على إجماع مع السكان المحليين كإنشاءات عامة (الأشغال العامة).  لذلك، مع الحفاظ على الطريق تحت سيطرة مستوى معين يجب توفير نطاق واسع (في الخدمة)، يتم تعريف القانون ل  . تتم إدارة العديد من الطرق اليابانية وفقًا لقانون الطرق، لكن الطرق الأخرى مثل الطرق الزراعية وطرق الغابات تخضع أيضًا لقوانين مختلفة. 
يلخص الجدول التالي الطرق المقابلة لكل قانون ذي صلة.
| القانون                                                              | نوع الطريق | تصريحات                                                                                 |
| -------------------------------------------------------------------- | --- | --------------------------------------------------------------------------------------- |
| قانون الطريق                                                         | الطريق السريع الوطني (الطريق السريع الوطني السريع / الطريق السريع الوطني العام) / طريق المحافظات / الطرق البلدية | يشمل طرق جناح خاص.                                                                      |
| قانون تخطيط المدن                                                    | طريق تخطيط المدينة                                                                                               | ومع ذلك، كل منهم أيضا الطرق بموجب قانون الطرق.                                          |
| قانون النقل البري                                                    | طريق سريع (طريق سريع عام / حصري)                                                                                 |                                                                                         |
| قانون تحسين الأراضي / قانون مؤسسة تطوير الأراضي الزراعية             | الطرق الزراعية (الطرق Nomen ومساحة واسعة طريق زراعي)                                                             |                                                                                         |
| قانون الغابات، قانون الغابات الأساسي، قانون مؤسسة تنمية الغابات      | طريق الغابات |                                                                                         |
| طريقة صيانة أرض الصيد لميناء الصيد (الاسم السابق، طريقة ميناء الصيد) | طريق منشأة ميناء الصيد، طريق الصيد الحر                                                                          | سيكون الطريق الخالي من الصيد طريقًا بموجب قانون الطرق بعد الانتهاء.                      |
| قانون الميناء                                                        | طريق رينكو |                                                                                         |
| قانون التعدين                                                        | الطرق وفقًا لقواعد السلامة للمناجم المعدنية، إلخ.                                                                 |                                                                                         |
| قانون الحديقة الطبيعية                                               | طريق الحديقة، وطريق البحوث الطبيعة، الرصيف لمسافات طويلة                                                         |                                                                                         |
| قانون حديقة المدينة                                                  | طريق الحديقة |                                                                                         |
| قانون الملكية الوطنية                                                | Satodo | بحلول 1 أبريل 2005، تم نقل ملكية الوظائف الحالية إلى البلديات.                          |
| لا قانون                                                             | درب خاص | يشمل " الطرق المخصصة للموقع " وفقًا للمادة 42، الفقرة 1، البند 5 من قانون معايير البناء. |

### تصنيف الطرق اليابانية

#### تصنيف إداري
- الطريق السريع الوطني
- طريق المحافظات
- طريق البلدية

بالإضافة إلى ذلك، يتم تعيين الطرق كطرق رئيسية محلية في طرق المحافظات والطرق الحضرية في المدن المخصصة.

#### تصنيف هيكلي
بناءً على قانون هيكل الطريق، يتم التصنيف من النوع الأول إلى النوع الرابع وفقًا لحجم الطريق. عند التخطيط لإنشاء طريق، يتم تحديده على أساس القسم الذي تم تصنيفه فيه، ويتم تنفيذ التصميم على هذا الأساس.
- النوع الأول: الطريق السريع الوطني للمقاطعة والطريق الحصري (المستوى من 1 إلى 4، المنطقة الجبلية من 2 إلى 5 درجات)
- النوع الثاني: الطريق السريع الوطني للسيارات والطرق الحصرية للسيارات (الفئة 1-2)
- النوع الثالث: الطرق الأخرى في المناطق الريفية (المناطق المسطحة 1-5، الجبال 2-5)
- النوع الرابع: الطرق الحضرية الأخرى (1-4)

بالإضافة إلى ذلك، كتصنيف وفقًا لنوع حركة المرور التي يمكن تمريرها، يتم تقسيم الطرق المخصصة للسيارات، أو للدراجات، أو للمشاة، أو للدراجات والمشاة، أو لقانون الطرق والطرق المقسمة إلى طرق ومركبات

#### تصنيف وظيفي
- الطريق السريع الرئيسي
- الطريق الرئيسي
- الطريق الرئيسي المساعد
- طرق أخرى

#### تصنيف حسب قيود الاتصال

##### طريق السيارات
يُطلق على الطريق الذي تم تصميمه بحيث يمكن فقط تشغيل السيارات فيه والوفاء بالشروط التالية عمومًا تسمية طريق السيارات فقط. يحظر المرور مثلاً على المشاة والدراجات.
- حركة المرور مقتصرة فقط على بالسيارة.
- الوصول مقتصر إلى المحولات.
- مسلك ذهاب وإياب منفصلان بجزيرة الوسط.
- التقاطع مع الطرق الأخرى، والسكك الحديدية، وما إلى ذلك هو تقاطع ثلاثي الأبعاد.
- يجب أن تكون حارة مناسبة لحركة المرور عالية السرعة للسيارات.

تشمل هذه الطرق الطرق السريعة الوطنية السريعة والطرق السريعة الحضرية والطرق العامة التي تفي بالشروط المذكورة أعلاه والطرق المخصصة للسيارات فقط. بالإضافة إلى ذلك، يعد طريق Ube / Biei Expressway، وهو طريق خاص، كيانًا استثنائيًا لا يخضع لهذه القوانين واللوائح.
يشير الطريق السريع الحضري إلى طريق السيارات الذي يعمل كشبكة في منطقة العاصمة والمناطق المحيطة بها.

##### الطريق العام
عادة ما تسمى الطرق الأخرى غير طريق السيارات المذكورة أعلاه «الطرق العامة» لتمييزها.

## الولايات المتحدة
| الطرق السريعة بين الولايات |  |  | يتم بناءها وتمويلها من قبل الحكومة الفيدرالية، ويتم تمويلها وصيانتها من قبل الولايات. لديهم معايير صارمة للغاية، من حيث الهندسة، والخطوات على مختلف المستويات والحماية. |
| الطريق السريع الفيدرالي    |  |  | شبكة اتحادية ذات اختصاص وتبعية. طريق واحد أو مزدوج، حتى المعابر بمستوى. يجب أن يفي البناء الجديد بالمعايير الدنيا..                                                     |
| الطريق المحلية             |  |  | كل مقاطعة مستقلة لإنشاء الطرق والطرق السريعة الخاصة بها. |

## فرنسا
| طريق السيار             |  |  | طريق مزدوج مستقل. التقاطعات على مستويات مختلفة. تصميم هندسي صارم. المصلحة الوطنية استخدام بالدفع.                 |   |
| Voie rapide (طريق سريع) |  |  | طريق مزدوج مع وصول أكثر من طريق سريع. في فرنسا تشترك الطرق السريعة في الترقيم مع الطرق التقليدية                  |   |
| طريق وطني               |  |  | مسلك واحد أو مزدوج حسب الأقسام. استخدام مجاني. الاكتاف غريضة. عموماً، التقاطع على نفس المستوى.الاعتماد على الحكومة | ' |
| طريق إقليمي             |  |  | هي الطرق التي تهم الأقاليم والتي توحد عواصم المناطق والمطارات والموانئ ذات الاهتمام العام.                        | ' |
| طريق محلي.              |  |  | الطرق ذات الاهتمام المحلي.                                                                                        | ' |

## إسبانيا
| الاسم         | تسجيل النوع | صور       | الخصائص | السرعة القصوى     |           |           |           |           |           |
| درب مزدوج     | درب مزدوج   | درب مزدوج | درب مزدوج | درب مزدوج         | درب مزدوج | درب مزدوج | درب مزدوج | درب مزدوج | درب مزدوج |
| ------------- | ----------- | --------- | --- | ----------------- | --------- | --------- | --------- | --------- | --------- |
| طريق سريع     |             |           | - طريق مزدوج مستقل. - التقاطعات على مستويات مختلفة. - عدد المنافذ لكل كيلومتر. - تصميم هندسي صارم. |                   |           |           |           |           |           |
| نقل مزدوج     |             |           | طريق مزدوج مستقل. التقاطعات على مستويات مختلفة. وصول أكثر من الطريق السريع بين الخصائص الهندسية والفنية الأخرى، أقل "جمودا".                                                                            |                   |           |           |           |           |           |
| ممر واحد      |             |           | |                   |           |           |           |           |           |
| طريق وطني     |             |           | مسلك ذو حارتين (ثلاثة عادةً على المنحدرات لحركة المرور البطيئة). اتجاه مزدوج للحركة. أكتاف واسعة (بين 1.5 و 2.5 م). عموما 2 أو 2.5 متر، وفقا لخطة تحسين لشبكة الطرق الإسفلتية الخاصة REDIA المعمول بها.  |                   |           |           |           |           |           |
| طريق المقاطعة |             |           | الحكم الذاتي أو المقاطعة: يمكن أن تكون طرقًا مفردة أو مزدوجة. في بعض المجتمعات المتمتعة بالحكم الذاتي تتوافق مع خطة لخطة تحسين لشبكة الطرق الإسفلتية الخاصة REDIA.                                       | حسب الكتف والطريق |           |           |           |           |           |
| طريق محلي     | CA-408.jpg  |           | السلطات المحلية والإقليمية: وفي بعض الحالات المستقلة (الحكم الذاتي لمقاطعة واحدة). مسلك واحد ذو حارتين. اتجاه مزدوج للحركة. الأكتاف الضيقة (أقل من 0.5 متر) على الرغم من أنها يمكن أن تختلف بشكل متكرر. |                   |           |           |           |           |           |

## البرتغال
| الاسم                     | تسجيل النوع  | صور          | الخصائص | السرعة القصوى |              |              |              |              |              |
| تصنيف الطريق              | تصنيف الطريق | تصنيف الطريق | تصنيف الطريق | تصنيف الطريق  | تصنيف الطريق | تصنيف الطريق | تصنيف الطريق | تصنيف الطريق | تصنيف الطريق |
| ------------------------- | ------------ | ------------ | --- | ------------- | ------------ | ------------ | ------------ | ------------ | ------------ |
| أوتوسترادا                |              |              | طريق مزدوج مستقل. التقاطعات على مستويات مختلفة. تصميم هندسي صارم.                                                                    |               |              |              |              |              |              |
| المسار السريع             |              |              | مسلك فردي مع تصميم وأبعاد للسرعات العالية. اتجاه مزدوج للحركة. المتاجر الكبيرة التقاطعات عموما على مستويات مختلفة. تعتمد على الحكومة |               |              |              |              |              |              |
| اعتمادا على خط سير الرحلة |              |              | |               |              |              |              |              |              |
| طريق رئيسي                |              |              | طرق وطنية توحد عواصم المناطق والمطارات والموانئ ذات الاهتمام العام. يمكن أن تكون الأوتوسترادا أو الطرق السريعة.                      |               |              |              |              |              |              |
| طريق تكميلي               |              |              | مسارات تكميلية للشبكة الوطنية. |               |              |              |              |              |              |

## الأرجنتين
| الطريق الوطني             |  |  | اختصاص وطني الطرق التي تعبر البلد أو ذات منفعة وطنية. مسلك مزدوج أو وحيد. |
| طريق المحافظات            |  |  | اختصاص المقاطعة مسلك مزدوج أو وحيد.                                       |
| طريق البلدية أو المجتمعية |  |  | هم الطرق ذات منفعة بلدية أو مجتمعية. مسلك وحيد.                           |

## أسماء الطرق

### طرق ذات سعة محدودة

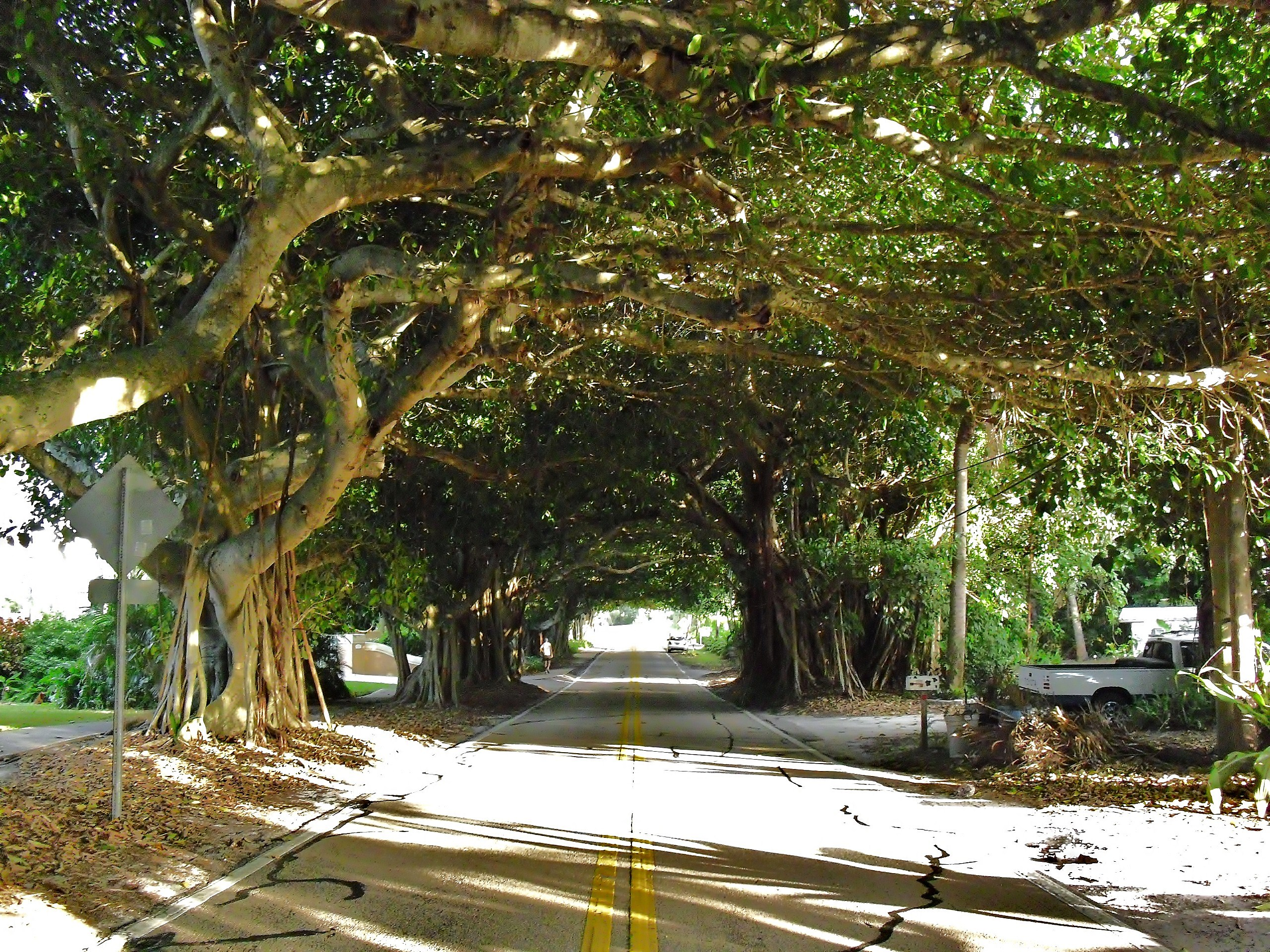
نفق الشجرة في فلوريدا

- طريق
- زقاق
- نهج
- طريق سيار
- بولفار
- طريق اتحادي ألماني
- طريق مائي
- طريق جامع
- كورنيش
- طريق مسدود
- طريق جانبي
- طريق محلي ألماني
- طريق سريع
- طريق مقاطعة ألماني
- حارة السير
- طريق الماني

#### الطرق البدائية

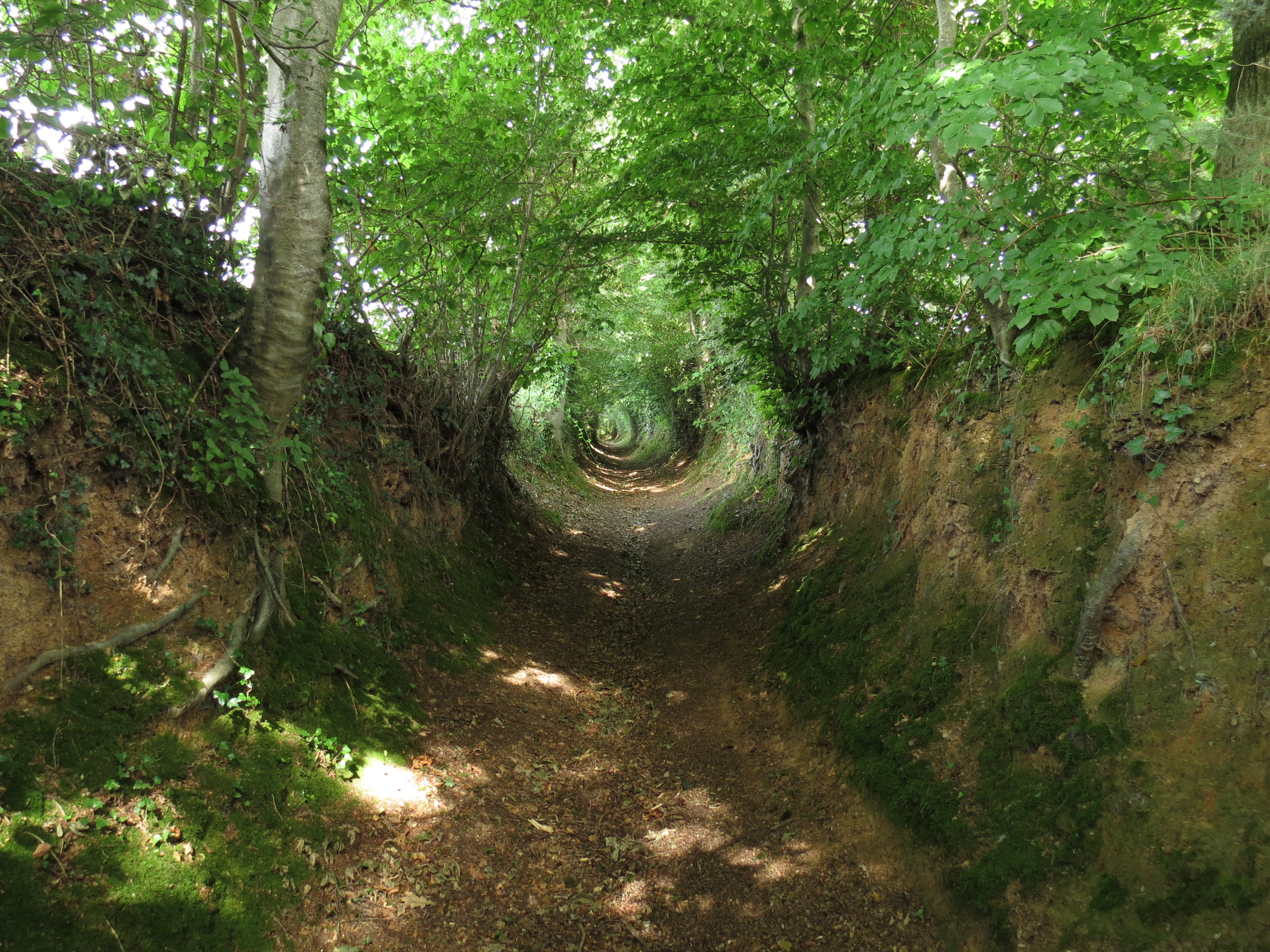
الطريق المجوف على جانب La Meauffe، شاهد معركة التحوط في عام 1944)

تشمل الطرق القديمة أو تلك المنجزة بوسائل بدائية
- الطريق الزراعي
- طريق العودة
- طريق ترابي
- طريق غابي
- طريق الحصوي
- الحارة الخضراء
- الطرق التاريخية والمسالك
- طريق جليدي
- الطرق الرومانية
- حارة مجوفة

### الطرق الكبيرة

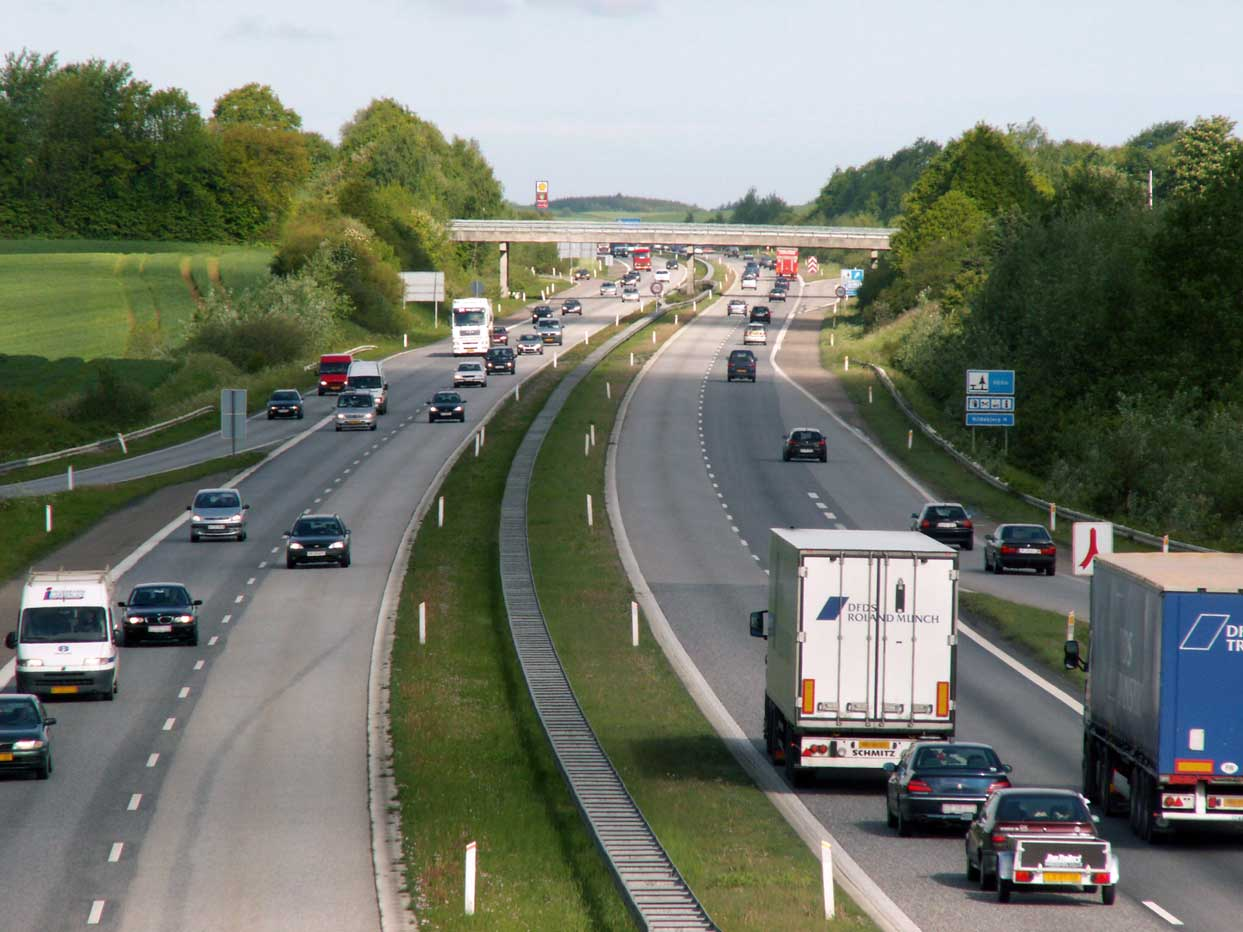
الطريق السريع E20، الدنمارك

- طرق ذات سعة أعلى، وأحيانًا بجزيرة وسطية

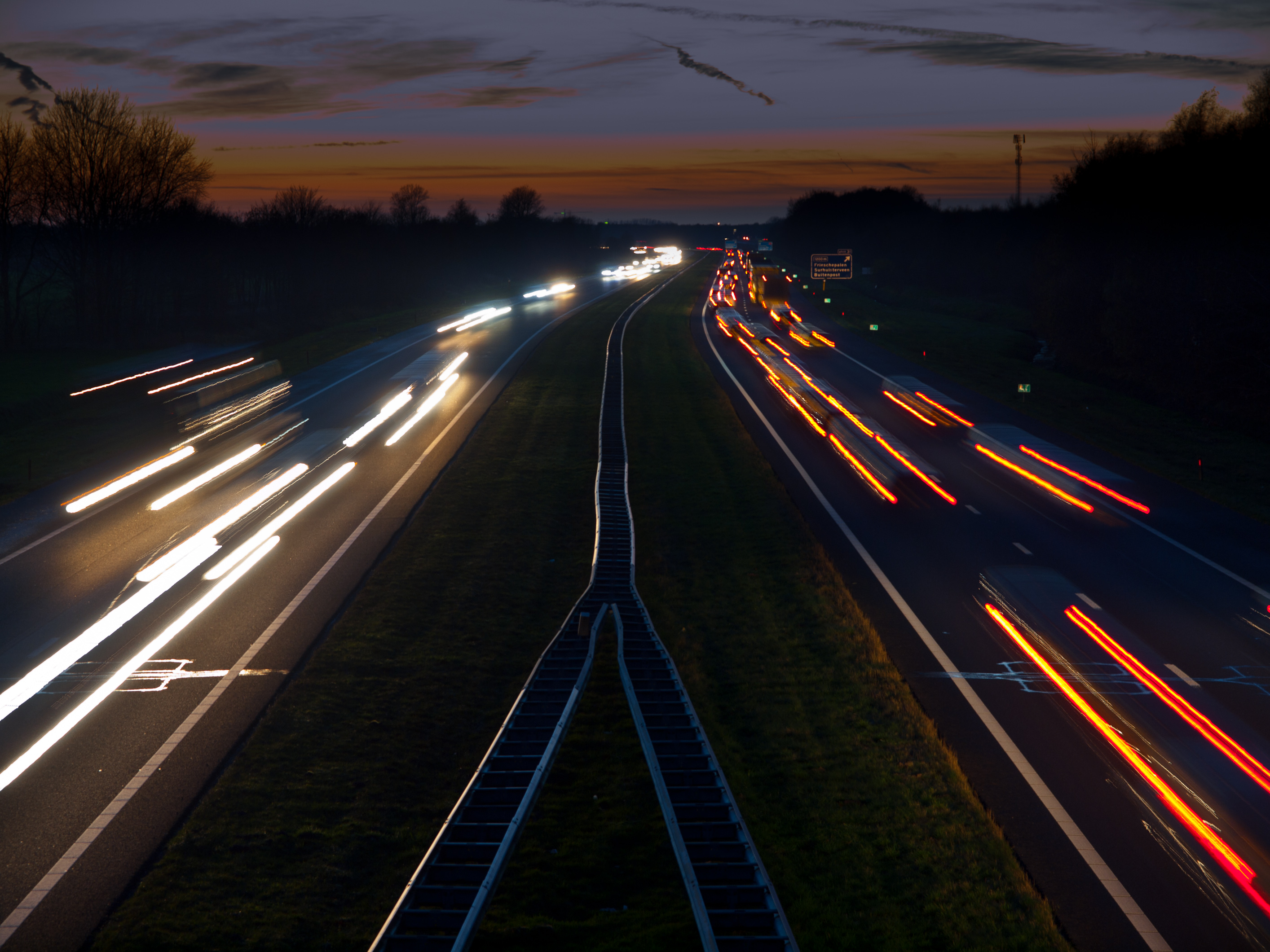
الطريق السريع A7 خلال ساعة الذروة

  - طريق دائري
  - مأصر

### طرق خاصة

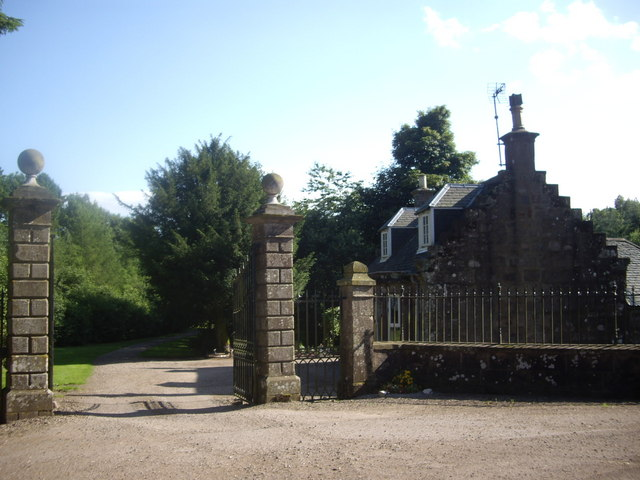
Glenbervie House درب

- درب خاص
- حي سكني مسور
- طريق عسكري
- طريق سريع خاص
- طريق خاص

### تقاطع الطرق

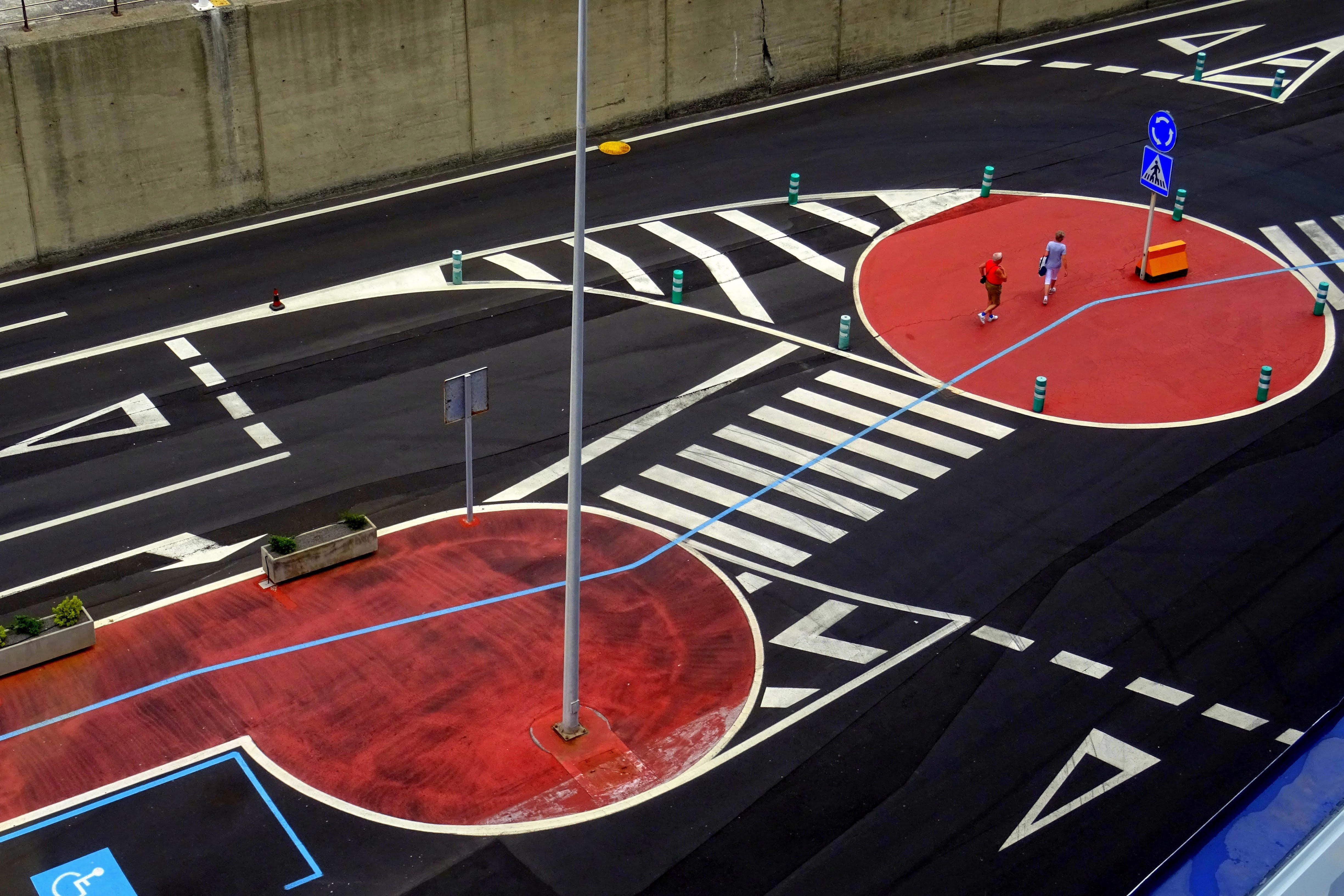
الدوار

- الموصل
- محول
- تقاطع
- تقاطع سكة حديدية
- النظام التغيير الطريق
- التقاطع الدواراني

## روابط خارجية
- "C1 Street Suffix Abbreviations". USPS.com. USPS. مؤرشف من الأصل في 2019-10-12. اطلع عليه بتاريخ 2019-05-15.